# Хернинг
Хернинг (дан. Herning) је значајан град у Данској, у западном делу државе. Град је у оквиру покрајине Средишње Данске, где са околним насељима чини једну од општина, Општину Хернинг. Данас Хернинг има око 46 хиљада становника у граду и око 86 хиљада у ширем градском подручју.

## Природни услови
Хернинг се налази у западном делу Данске. Од главног града Копенхагена, град је удаљен 310 километара северозападно.
Рељеф: Град Хернинг се налази у средишњем делу данског полуострва Јиланд. Градско подручје је равничарско. Надморска висина средишта града креће се од 40 до 55 метара.
Клима: Клима у Хернингу је умерено континентална са утицајем Атлантика и Голфске струје.
Воде: Хернинг се образовао у унутрашњости Данске. Град такође нема излаз на реку, а у околини града има више језераца, која се данас најчешће користе у туристичке сврхе.

## Историја
Подручје Хернинга било је насељено још у доба праисторије. Насеље се први пут спомиње 1579. г, али све до 19. века то је село. Тек тада, са развојем текстилне индустрије, насеље почиње расти. Хернинг стиче градска права тек 1913. г.
И поред петогодишње окупације Данске (1940-45.) од стране Трећег рајха Хернинг и његово становништво нису много страдали.

## Становништво
Данас Хернинг има око 46 хиљада у градским границама и око 86 хиљада са околним насељима.
Етнички састав: Становништво Хернинга је до пре пар деценија било било готово искључиво етнички данско. И данас су етнички Данци значајна већина, али мали део становништва су скорашњи усељеници.

## Збирка слика
- Главна градска црква
- Североисток Хернинга
- Градска спортска дворана „Арена“
- Одељење Орхуског универзитета у Хернингу